# Nils Parling
Nils Oliver Parling född 27 december 1914 i Säfsnäs församling, Kopparbergs län, död 15 januari 2002 i Ljusnarsbergs församling, Örebro län, var en svensk författare.

## Biografi
Parling var son till diversearbetare Arvid Parling och Mina, född Meurling. Han var själv ursprungligen skogs- och fabriksarbetare, och hade finskt ursprung på faderns sida och vallonskt på moderns.
Inspiratör till hans skrivande var främst hans farfar, men efter sex år i folkskola blev skogsarbete hans försörjning ända fram till hans debut som romanförfattare 1950. Han hade dessförinnan 1947 gjort ett mindre lyckat debutförsök med diktsamlingen  Offerrökar.
Parlings produktion omfattar dryga femtio titlar. Viktigast är kanske de många romanerna, som ständigt för de förtrycktas talan. Han skrev också många berättelsesamlingar om människor och natur i Bergslagen, Dovre, Alaska och Kanada samt visor.

## Filmroll
- 1957 – En drömmares vandring

## Priser och utmärkelser
- 1953 – Boklotteriets stipendiat
- 1966 – Dan Andersson-priset
- 1968 – Landsbygdens författarstipendium
- 1968 – Litteraturfrämjandets stipendiat
- 1970 – Litteraturfrämjandets stipendiat
- 1971 – Litteraturfrämjandets stipendiat
- 1976 – Dan Andersson-priset
- 1978 – ABF:s litteratur- & konststipendium
- 1983 – Hedenvind-plaketten